# Медвежья жёлчь

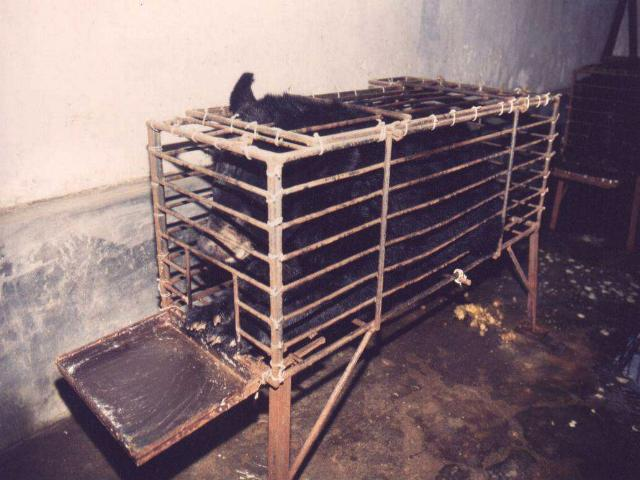
Медведь в клетке фермы по добыче медвежьей жёлчи. Huizhou Farm, China.

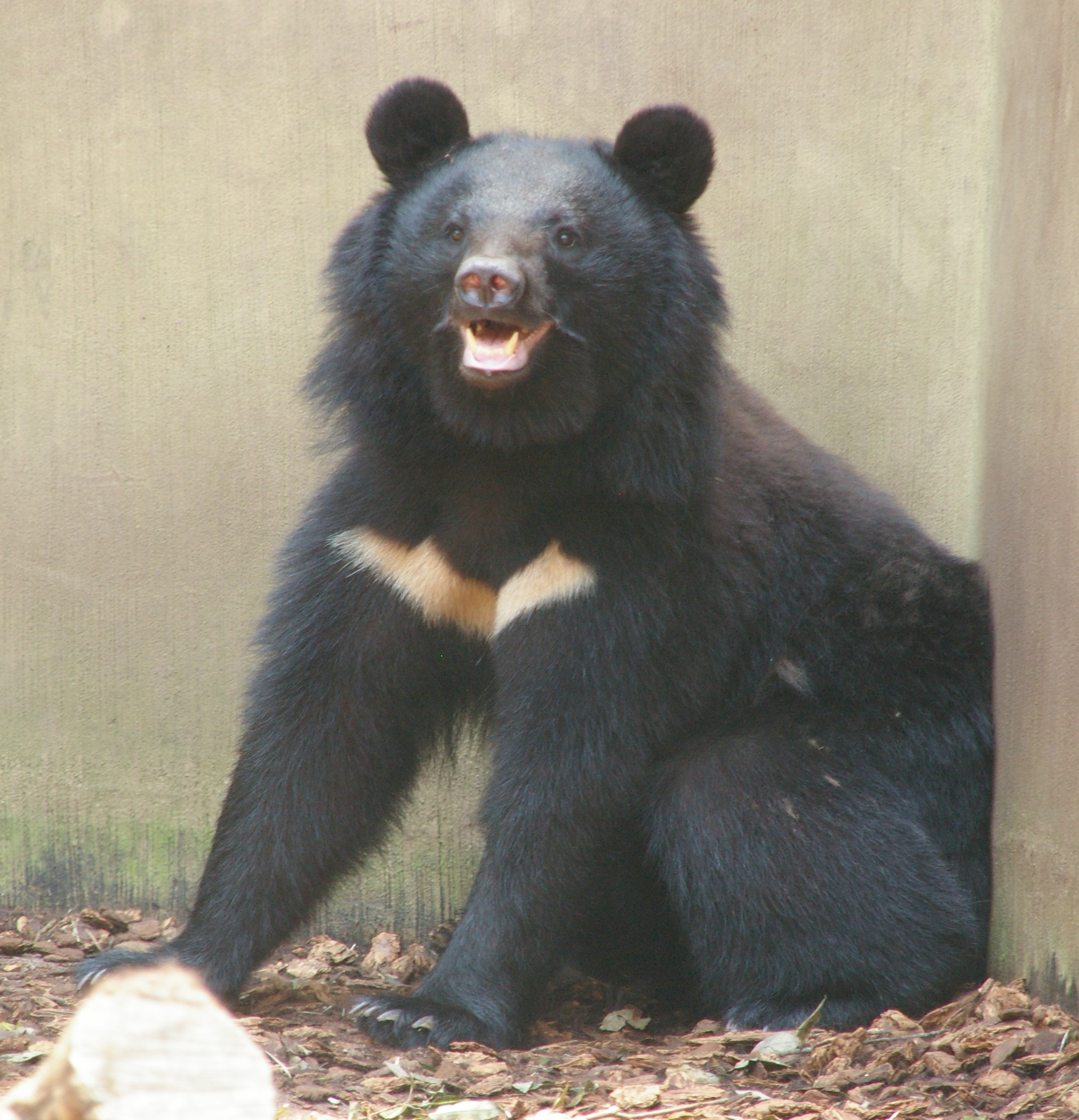
Азиатский чёрный медведь (Ursus thibetanus).

Медвежья жёлчь (медвежья желчь) используется в народной медицине некоторых азиатских стран. Медведей для этих целей разводят в Китае, Северной Корее, Южной Корее, Лаосе, Вьетнаме и Бирме. Чаще всего для этого используют гималайских (Ursus thibetanus), малайских (Helarctos malayanus) и бурых медведей (Ursus arctos). Эти виды относятся к уязвимым и занесены в Красную книгу, изданную Международным союзом охраны природы.

## История
Медвежья жёлчь считается лечебным ингредиентом в традиционной китайской медицине (ТКМ), впервые в качестве лекарственного средства она была описана в Tang Ban Cao (империя Тан, 659 год н. э.). Впоследствии применение медвежьей жёлчи в медицине было перенято Кореей и Японией.
Более тысячи лет традиционным методом получения медвежьей жёлчи было убийство дикого медведя и удаление его жёлчного пузыря. В начале 1980-х годов в Северной Корее были разработаны методы по извлечению желчи из ещё живых медведей, и по мере распространения технологии, фермы медвежьей жёлчи стали появляться в Северной Корее и распространились в другие регионы.
ТКМ пользуется спросом не только в Азии, но и в азиатских общинах по всему миру, поэтому в XXI веке использование медвежьей жёлчи распространилось по всему миру.

## Содержание и разведение

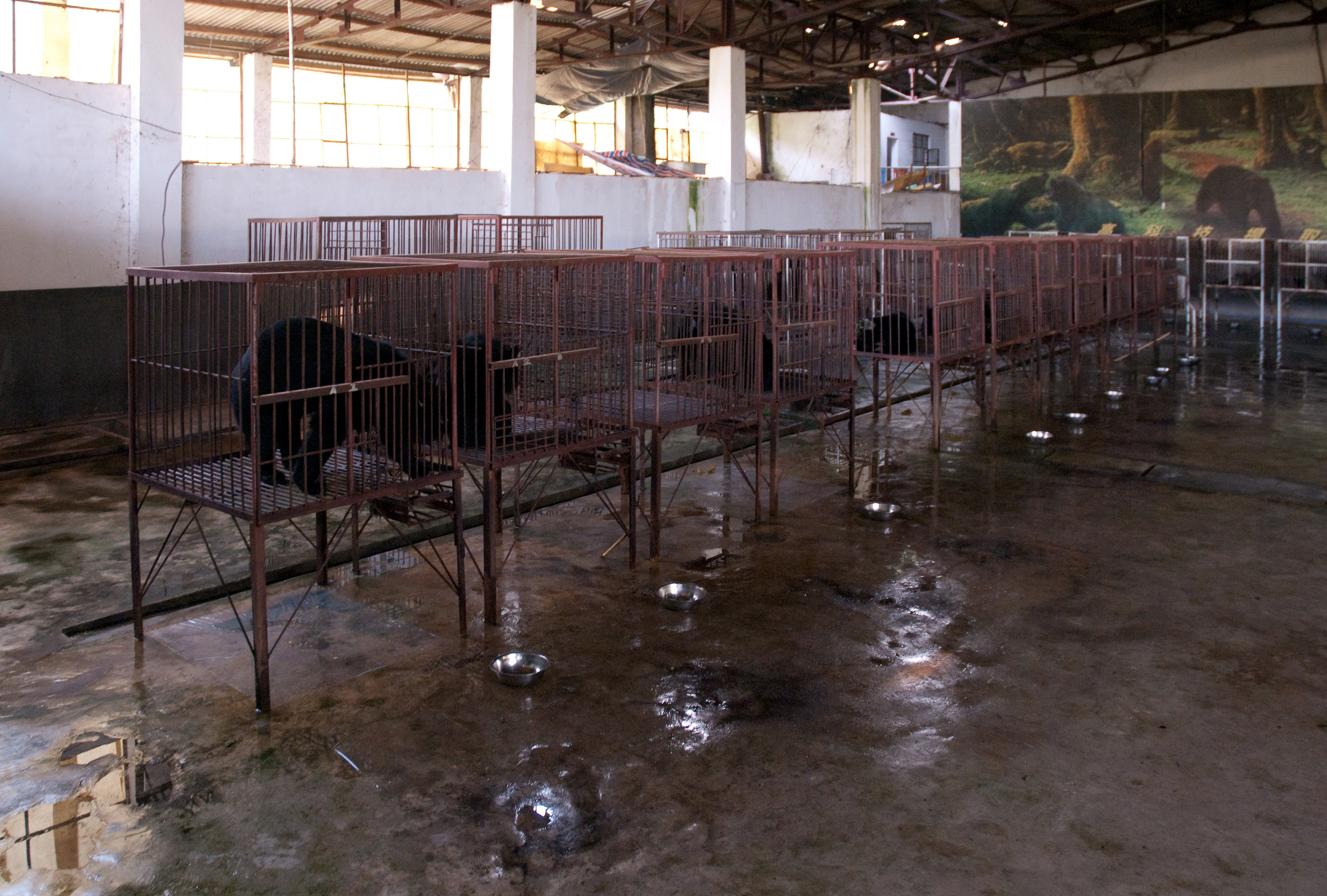
Медведи содержатся в экстракционных клетках

Медведи содержатся в небольших клетках, называющихся «клетки давления» или «клетки экстракции». Обычно клетки имеют размер 130 х 70 х 60 см; в них медведи неспособны сидеть, стоять или поворачиваться.
Извлечение желчи начинается с 3 лет и продолжается до того, как медведю исполнится от 5 до 10 лет.
Академические источники сообщают, что медведи на фермах по добыче желчи склонны проявлять агрессивное и аутоагрессивное поведение как реакцию на стресс. В связи с этим, они нередко подвергаются опасным для здоровья процедурам, таким как ампутация фаланг и зубов.

## Выводы о состоянии

### Срок жизни
Обычный здоровый медведь может дожить до возраста 35 лет, в дикой природе медведи живут 25—35 лет. Медведи, подвергшиеся добыче жёлчи, обычно стремительно теряют здоровье, и время их жизни резко сокращается. После 5 лет эксплуатации их обычно убивают, так как их продуктивность падает.

### Ненормальное поведение
10—12 лет жизни в таких условиях приводят к сильному нервному стрессу, мышечной атрофии. Китайские медиа докладывают об случае, когда мать-медведица сбежав из клетки, задушила своего ребёнка и после чего убила себя, с разбегу ударившись об стену. 

## Попытка изменения условий содержания
В январе 2006 года консул Информационного департамента Китая на пресс-конференции в Пекине доложил о том, что государство приняло решение с названием «Технический свод правил по разведению чёрных медведей», в котором выдвинуто «требование гигиены, безболезненной практики добычи жёлчи и строгие условия техник и состояний для ухода и разведения». Однако в 2007 году был опубликован доклад ветеринаров Азиатского фонда помощи животным (Animals Asia Foundation, AAF), в котором они пришли к выводу, что это требование так и не было реализовано и множество медведей до сих пор проводят всю жизнь в маленьких клетках. AAF также отметил, что техника добычи жёлчи о которой говорилось в требовании негигиенична, так как установка катетера в жёлчный пузырь может привести к бактериальному заражению. Кроме того, AAF доложил о том, что установка катетера для добычи жёлчи болезненна для медведей и проводится без антибиотиков или обезболивающих средств. Кроме того, процесс регулярно повторяется ввиду регенерации тканей. Вдобавок к боли и страданиям из-за инфекций, у 28 % развивается грыжа и более трети случаев приводит к раку печени, вызываемому, как предполагается, процессом добычи жёлчи.

## Медицинская эффективность
Доклады в пользу медицинской эффективности продуктов с содержанием медвежьей жёлчи не считаются точными; было решено, что в них нет абсолютно никакой пользы для здоровья. Заявляется, что учёные, исследовавшие эффекты медвежьей жёлчи на здоровье человека, не пришли к какому-либо определённому выводу.

## Фармакология
Действующее вещество в медвежьей жёлчи, как и в жёлчи всех млекопитающих, называется урсодезоксихолевая кислота (УДКХ). Её покупают и используют для лечения геморроя, боли в горле, язв, синяков, мышечных заболеваний, растяжений, воспалений и эпилепсии, а также для снижения температуры, улучшения зрения, разрушения желчных камней, уменьшения последствий чрезмерного употребления алкоголя и «очищения» печени. До добычи УДКХ фармацевтическими компаниями медвежья жёлчь прописывалась как традиционное средство китайской медицины, так как она содержит наибольшую концентрацию содержания УДКХ по сравнению с остальными млекопитающими. Однако современная химия доказала незначительность этого факта. 